# Saint-Nicolas-de-Sommaire
Saint-Nicolas-de-Sommaire è un comune francese di 275 abitanti situato nel dipartimento dell'Orne nella regione della Normandia.

## Società

### Evoluzione demografica
Abitanti censiti